# Critone
Il Critone (in greco Κρίτων) è un dialogo giovanile di Platone e per questo motivo la figura di Socrate che vi ritroviamo è verosimilmente vicina a quella che doveva essere nella realtà. Si può quindi attingere a questo dialogo per indagare il pensiero e la filosofia di Socrate.

## Contenuto
I personaggi di questo dialogo sono Socrate e il suo amico e discepolo Critone.
La scena ha luogo dopo la condanna a morte di Socrate, accusato di empietà e corruzione di giovani. Poiché la condanna non può essere eseguita subito, in quanto bisogna aspettare il ritorno della nave sacra da Delo, Critone si reca da Socrate per cercare di dissuaderlo dall'accettare la sentenza e convincerlo invece a fuggire da Atene. Critone tenta di convincere Socrate a fuggire utilizzando il deterrente, terribile per la mentalità greca classica, della derisione popolare, della condanna morale da parte della folla: Critone prevede moltissime ingiurie nei confronti degli amici di Socrate, accusati di non averlo aiutato a fuggire, e lo accusa addirittura di sottrarsi alle proprie responsabilità, di abbandonare i propri doveri per ignavia o paura. Ma Socrate riporta Critone alla ragione: l'opinione che vale è quella di chi sa, di chi è saggio, non del popolo, che non riesce a capire la Verità; solo dell'opinione di costui ci si deve preoccupare, solo questa vale. E, d'altra parte, Socrate non viene certo meno ai suoi doveri, visto che la situazione per la sua famiglia non cambierebbe se lui scappasse, né i suoi amici verrebbero condannati, non fa altro che ribadire quanto già detto nell'Apologia di Socrate.
Platone introduce quindi per mezzo delle parole di Socrate una prosopopea delle leggi. Queste, dice Socrate, sicuramente lo criticherebbero e lo accuserebbero se egli cercasse di sfuggire alla sua pena, in quanto esse sono state come dei genitori per lui, hanno garantito alla sua vita un sistema di controllo cui affidarsi nelle questioni civili; trasgredirle significherebbe quasi ricusare l'ordine che la sua vita ha avuto. L'ingiustizia era considerata causa di danno per l'animo, la parte umana di cui più dovremmo curarci. Inoltre, secondo Socrate è bene che le leggi terrene possano introdurlo come più si conviene alle loro sorelle dell'aldilà, che comunque andranno affrontate. Critone non può che condividere il ragionamento di Socrate e accettare la sua scelta di morire.